# Angolanische Männer-Handballnationalmannschaft
Die angolanische Männer-Handballnationalmannschaft vertritt Angola bei internationalen Turnieren im Herrenhandball. 

## Erfolge bei Meisterschaften

### Handball-Weltmeisterschaft
- WM 2005: 20. Platz
- WM 2007: 21. Platz
- WM 2017: 24. Platz
- WM 2019: 23. Platz

Bei der WM 2019 gelang Angola eine Überraschung, als man im ersten Spiel Katar besiegte. Trotzdem blieb nur der letzte Gruppenplatz. Im Spiel um den 23. Platz gewann das Team gegen Japan.
- WM 2021: 30. Platz

### Handball-Afrikameisterschaft
- Bronze: 2004 2016, 2018
- 4. Platz: 2006

### Olympische Spiele
bisher keine Teilnahme

## Bekannte Nationalspieler
- José Pereira (* 1973)

## Trainer
Derzeit wird die Mannschaft von José Adelino betreut, der den Posten von Nelson Damião Catito übernahm. Von 2010 bis 2019 war Filipe Cruz Nationaltrainer. Bei der WM 2007 war Alberto Ferreira Trainer.